# بيرند كرامر
بيرند كرامر (بالإنجليزية: Bernd Johann Krämer)‏ (ولد في 22 يوليو 1947 في برلين) وهو عالم كمبيوتر ألماني وأستاذ فخري لكلية الرياضيات والمعلوماتية من جامعة هاغن (للتعليم عن بعد).

## حياته
درس بيرند كرامر الهندسة الكهربائية وعلوم الكمبيوتر في جامعة برلين للتكنولوجيا حيث حصل أيضًا على درجة الدكتوراه في الهندسة. من عام 1975 إلى عام 1989، ومرة أخرى من عام 1990 إلى عام 1992، كان عالمًا ومديرًا للمشروع في مجتمع الرياضيات ومعالجة البيانات وكذلك في المركز القومي الألماني لبحوث علوم الكمبيوتر. انضم كرامر لاحقًا إلى جمعية فراونهوفر. من عام 1989 إلى منتصف عام 1990 كان أستاذاً مساعداً في قسم علوم الكمبيوتر في كلية الدراسات العليا البحرية في مونتيري، كاليفورنيا. في أبريل 1992 عين استاذا كاملا في جامعة هاغن (للتعليم عن بعد). وهو مؤسس مشارك والرئيس السابق، وزميل وعضو مجلس الإدارة لجمعية التصميم والعلوم العملية (SDPS). وهو أيضا زميل IARIA. من عام 2008 إلى عام 2013، شغل منصب عضو في مجلس الجامعة الأول من جامعة هاغن (للتعليم عن بعد).. كان أستاذًا زائرًا في عدد من الجامعات الدولية الشهيرة، بما في ذلك جامعة كوينزلاند للتقنية، في بريسبان وجامعة موناش في ملبورن، وأستراليا، وجامعة مكغيل في مونتريال، جامعة كاليفورنيا (بركلي)، وجامعة شانغهاي جياو تونغ.
وهو مؤسس لرابطة بحثية غير ربحية، ومؤسس الأكاديمية العلمية لتكنولوجيا. تهدف تلك المؤسسة إلى تطوير الوصول المفتوح. شارك كرامر في تأسيس مجلة الوصول المفتوح للتعليم الإلكتروني وكان أول رئيس تحرير لها.
في عام 2003 حصل على جائزة الباحث العلمي المتميز C. V. Ramamoorthy، وفي عام 2006، حصل على جائزة جائزة رايموند. ت لإنجاز العمر من SDPS.

## وصلات خارجية
- Video abstract to a new paper in the British Journal of Educational Technology (https://www.youtube.com/watch?v=sLF6PNmAYpY&feature=youtu.be)
- Video of the opening of SDPS 2012 in Berlin (http://www.fernuni-hagen.de/videostreaming/mathinf/dvt/SDPS2012_01.shtml )
- Presentation of the IEEE Computer Pioneer Award to the son of Carl Adam Petri at the occasion of the Carl Adam Petri Memorial Symposium, Feb. 2011 (http://www.computer.org/web/awards/pioneer-carl-petri)
- University home page (http://www.fernuni-hagen.de/dvt/en)
- Personal home page (http://kraemer.edu-sharing.net/portal/)
- List of publications from the ACM Digital Library, Faceted DBLP and DBLP Bibliography Server, CSB DBLP